# Ohrum
Ohrum là một đô thị ở huyện Wolfenbüttel, trong bang Niedersachsen, nước Đức. Đô thị Ohrum có diện tích 8,38 km².